# 1649
Епоха великих географічних відкриттів •  Ганза •  Річ Посполита •  Запорозька Січ •  Хмельниччина

## Геополітична ситуація
Османську імперію очолює Мехмед IV (до 1687). Під владою османського султана перебувають Близький Схід та Єгипет, Середземноморське узбережжя Північної Африки, частина Закавказзя, значні території в Європі: Греція, Болгарія та Сербія. Васалами османів є Волощина та Молдова.
Священна Римська імперія — наймогутніша держава Європи. Її територія охоплює, крім німецьких земель, Угорщину з Хорватією, Богемію, Північну Італію. Її імператором є Фердинанд III з родини Габсбургів (до 1657). Королем Богемії та Угорщини є Фердинанд IV Габсбург.
Габсбург Філіп IV Великий є королем Іспанії (до 1665). Йому належать Іспанські Нідерланди, південь Італії, Нова Іспанія, Нова Гранада та Нова Кастилія в Америці, Філіппіни. Королем Португалії проголошено Жуана IV, хоча Іспанія це проголошення не визнає. Португалія має володіння в Бразилії, в Африці, в Індії, на Цейлоні, в Індійському океані й Індонезії.
Північ Нідерландів займає Республіка Об'єднаних провінцій. Король Франції — Людовик XIV (до 1715). В Англії триває Англійська революція, встановлено Англійську республіку. Король Данії та Норвегії — Фредерік III (до 1670), королева Швеції — Христина I (до 1654). На Апеннінському півострові незалежні Венеціанська республіка та Папська область.
Королем Речі Посполитої, якій належать українські землі, є Ян II Казимир (до 1668).
Гетьман України — Богдан Хмельницький. На півдні України існує Запорозька Січ.
Царем Московії є Олексій Михайлович (до 1676). Існують Кримське ханство, Ногайська орда.
В Ірані правлять Сефевіди.
Значними державами Індостану є Імперія Великих Моголів, Біджапурський султанат, султанат Голконда, Віджаянагара. Владу в Китаї захопила Династія Цін. У Японії триває період Едо.

## Події

### В Україні

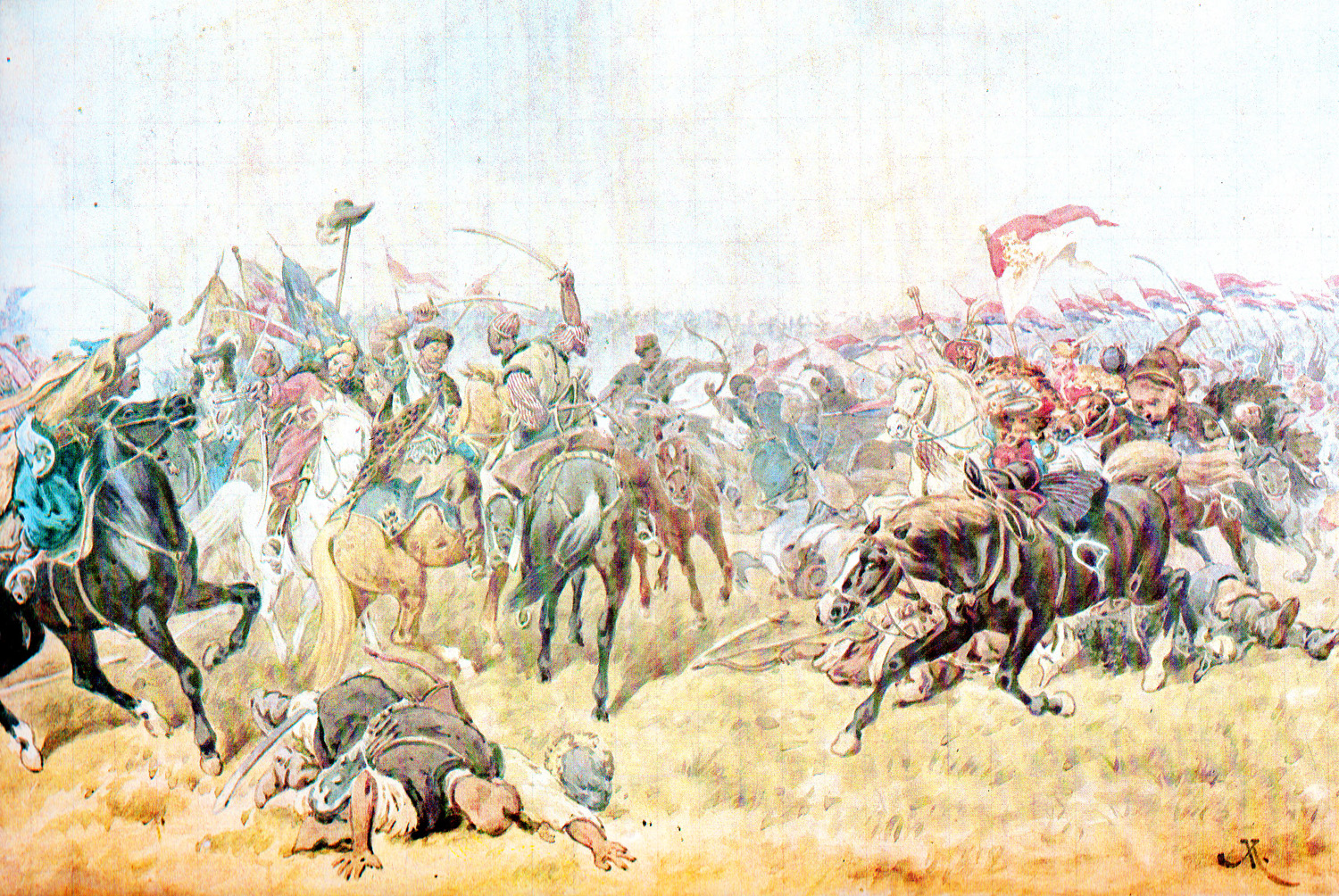
Битва під Зборовом. Юліуш Коссак, 1897.

- 2 січня — відбувся урочистий в'їзд гетьмана України Богдана Хмельницького в Київ[1].
- 15 серпня під Зборовом козацька армія Богдана Хмельницького розбила польське королівське військо Яна ІІ Казимира (Зборівська битва).
- 18 серпня Богдан Хмельницький підписав з польським королем Яном ІІ Казимиром Зборівський мирний договір.

### У світі
- У Московському царстві прийнято «Соборне уложення».
- Почалися Московсько-цінські війни.
- Англійська революція:
  - 20 січня почався суд над королем Карлом I Стюартом. 27 січня його приговорили до страти, а через три дні стратили.
  - 30 січня Карл II проголосив себе королем Англії, Шотландії та Ірландії.
  - 5 лютого шотландці в Единбурзі першими проголосили Карла II своїм королем.
  - 19 березня скасовано Палату лордів у Парламенті.
  - 17 травня придушено бунт левелерів в армії нового зразка.
  - 19 травня Англію проголошено республікою.
  - У серпні дигери покинули свою останню велику колонію (у Вейбриджі).
  - 15 серпня Олівер Кромвель висадився в Дубліні й почав підкорення Ірландії.
  - 11 вересня англійська армія під командуванням Олівера Кромвеля в ході придушення Ірландського повстання влаштувала в місті Дроеде масову різанину — з 3 тисяч людей уціліло не більше тридцяти.
- У Франції фрондери підписали в Рюелі мир урядом.
- Війська папи Іннокентія X повністю знищили місто бунтівне місто Кастро.
- У Північній Америці ірокези перемогли у війні з гуронами. Загинули смертю мучеників місіонери Жан де Бребеф та Габріель Лалеман.
- Португальці здобули нову перемогу над нідерландцями на пагорбах Гуарарапіс у Голландській Бразилії.
- Перський шах Аббас II відбив у моголів Кандагар. Спроби Аурангзеба та інших полководців Імперії Великих моголів повернути втрачене не мали успіху.

## Народились
- 5 квітня — Єль Еліу, англійський торговець, губернатор Мадрасу, засновник Єльського університету

## Померли
див. також Категорія:Померли 1649
- 30 січня — за рішенням англійського парламенту в Лондоні страчено короля Англії 48-річного Карла I, звинуваченого в державній зраді